# Slanke aardtong
De slanke aardtong (Geoglossum umbratile) is een schimmel behorend tot de familie Geoglossaceae. Hij leeft saprotroof, vooral op niet of zeer weinig bemeste graslanden op droog, kalkarm zand, ook in duingraslanden, wegbermen en bossen op droge of vochtige, voedselarme zandgrond, venen en moerassen. Hij groeit individueel of in groepen in loof- en naaldbossen. soms op bemoste boomstammen. Vruchtlichamen van zomer tot herfst, in gebieden met een warmer klimaat ook in de winter.

## Kenmerken

### Uiterlijke kenmerken
Het slanke vruchtlichaam is knotsvormig, zwartachtig, 2-10 cm hoog en bestaat uit een vruchtbare kop en een steriele steel. De kop is duidelijk te onderscheiden, 4-7 mm breed, vaak afgeplat, met één longitudinale groef, zwart van kleur en glad als hij droog is. De steel is cilindrisch, soms afgeplat, naakt of bedekt met zeer fijne, gemakkelijk te wrijven schubben, zwart of zeer donkerbruin. Het vruchtvlees is dun, zwart of witachtig, zonder duidelijke geur.

### Microscopische kenmerken
De asci zijn 8-sporig, spoelvormig en meten 150–180 × 15–22,5 µm. De ascosporen zijn cilindrisch tot subfusiform of soms knotsvormig of soms knotsvormig, licht gebogen, glad, meestal 7-septaat en meten 55–90 × 5–8 µm. De muren kleuren zwartbruin in KOH. De parafysen zijn 2,5–5 µm breed en reiken 20 µm voorbij de asci. Hun knotsvormige, halfronde, onregelmatig gezwollen of slechts afgeronde toppen zijn tot 8 µm breed, soms hebben ze scheidingswanden, maar ze zijn niet versmald, bij KOH zijn ze glazig tot bruin. De cauloparafysen zijn er vergelijkbaar uit als de parafysen.

## Vergelijkbare soorten
Voor de determinatie van de slanke aardtong is een microscoop nodig. Kenmerkend voor de slanke aardtong zijn sporen die 55-90 µm lang zijn, bijna altijd zeven septen hebben en parafysen hebben met gebogen uiteinden.

## Verspreiding
De slanke aardtong is wijdverspreid en komt voor in Europa, Azië, Oceanië en Noord-Amerika. De zijn vondsten bekend uit uit Illinois, Michigan, North Carolina en Pennsylvania.
In Nederland komt de slanke aardtong vrij algemeen voor. Het staat op de rode lijst in de categorie 'Kwetsbaar'.

## Foto's

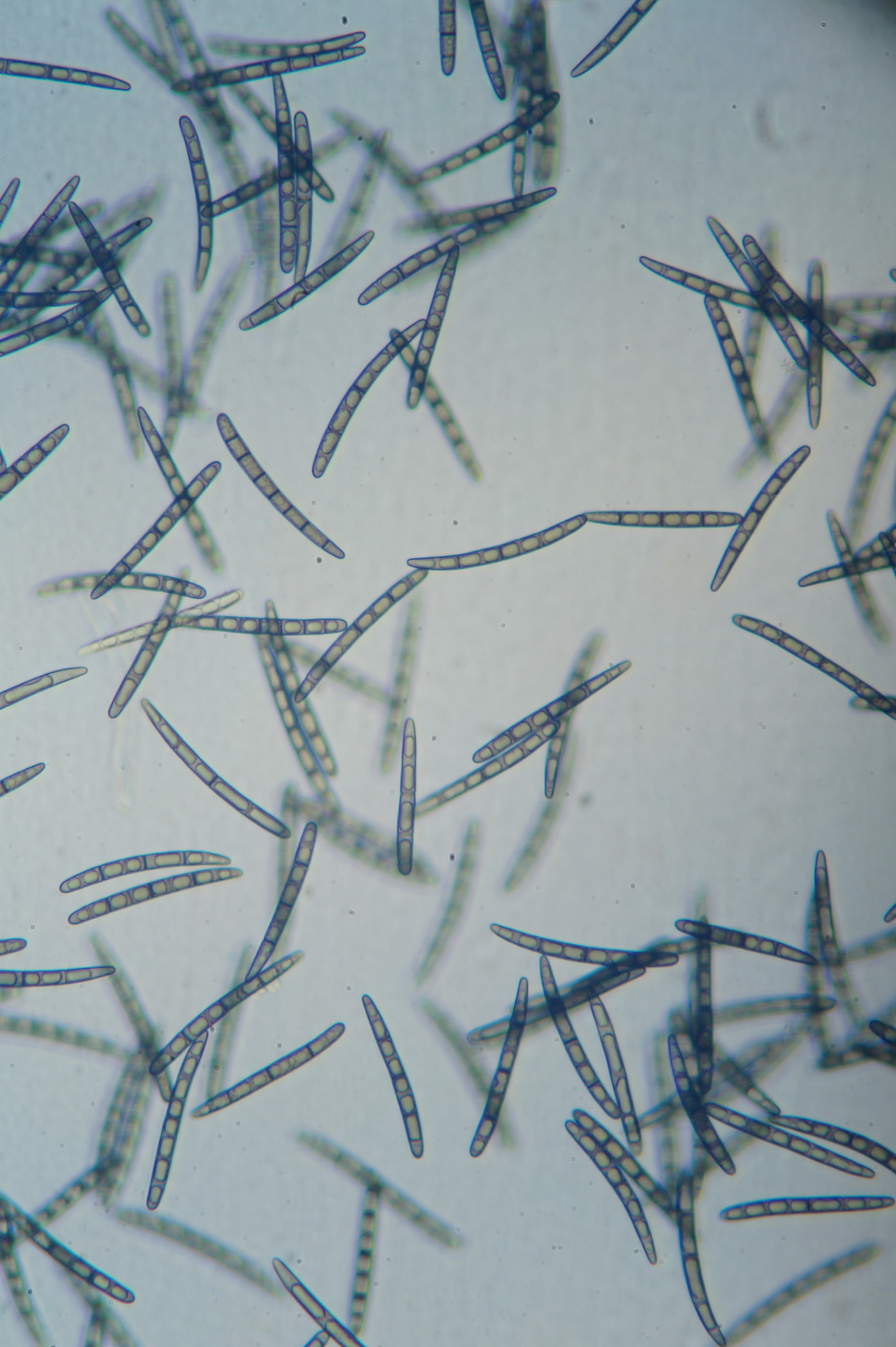
Sporen